# Отимбал
Отимба́л (рос. Отымбал, марій. Отымбал) — присілок у складі Волзького району Марій Ел, Росія. Входить до складу Великопаратського сільського поселення.

## Населення
Населення — 211 осіб (2010; 195 у 2002).
Національний склад (станом на 2002 рік):
- марі — 99 %